# Ministerul Afacerilor Externe (Germania)
Auswärtiges Amt (Funcția Externă) este ministerul de externe al Republicii Federale Germania, organism responsabil pentru politica externă a Germaniei și relațiile sale cu Uniunea Europeană. Ministerul poartă această denumire din timpul Imperiului German de la 1871. 

## Istoric
Înființat în 1870 sub formă de cabinet și condus de un secretar de stat pentru relațiile externe, Auswärtiges Amt era constituit dintr-un department politic și un departament pentru relații economice, juridice și consulare. După demiterea lui Otto von Bismarck în 1890 s-a înființat un al treilea departament, responsabil cu politica colonială a Imperiului German,  care s-a separat în 1907 sub formă de oficiu colonial.

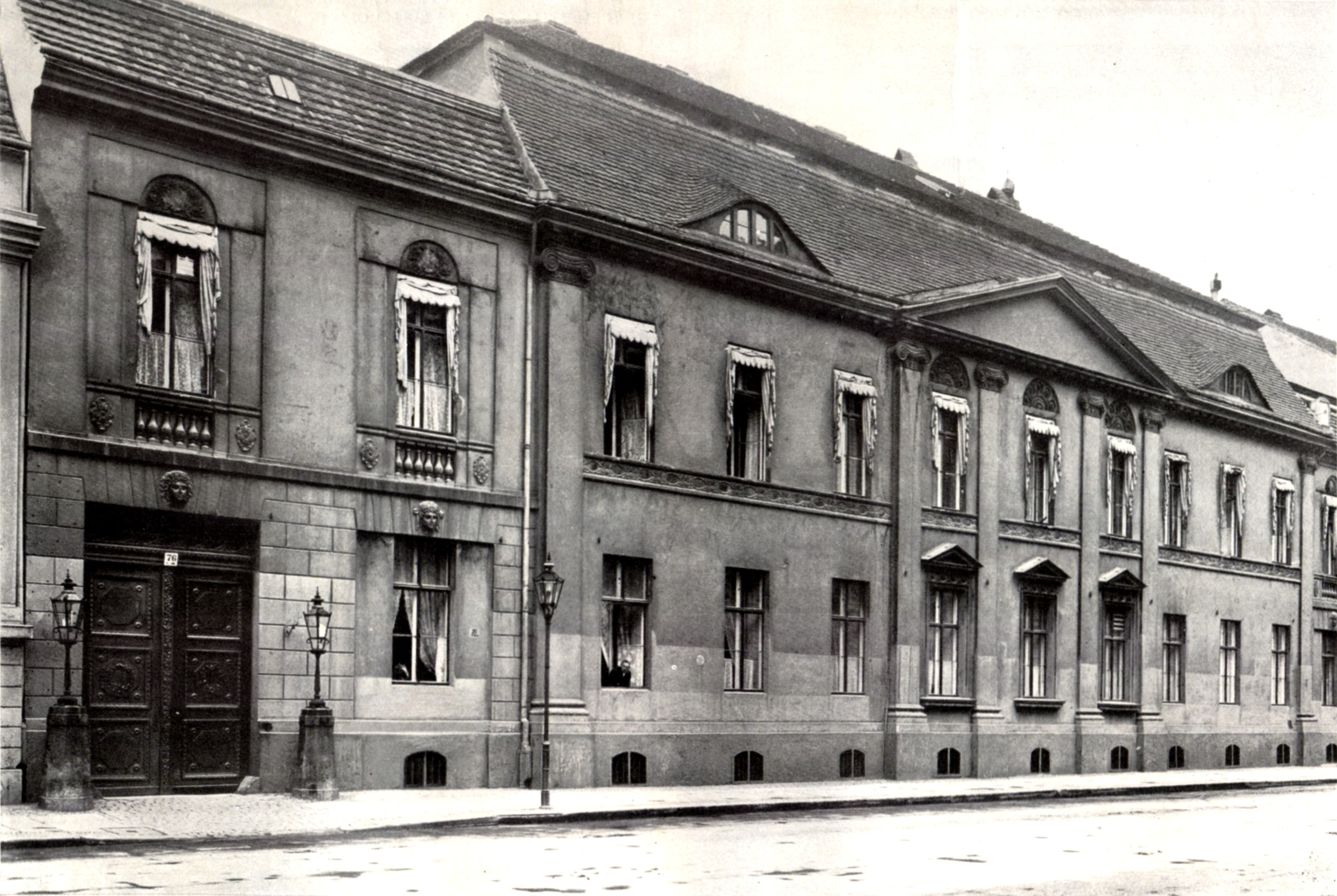
Sediul Cabinetului pentru Afaceri Externe din Wilhelmstraße, nr. 76, în anul 1880

După primul război mondial, în 1919, în urma proclamării Republicii de la Weimer, Auswärtiges Amt a fost reorganizat sub formă de minister, deși, din motive de tradiție, și-a păstrat denumirea, la conducerea sa fiind numit un ministru de externe. După o succesiune rapidă de miniștri (12 în total, cu o rată medie de doi miniștri pe an), Gustav Stresemann preia conducerea instituției (1923–1929), remarcându-se printr-o politică de reconciliere cu A Treia Republică Franceză, fapt pentru care i s-a decernat în 1926 Premiul Nobel pentru Pace.
Odată cu venirea la putere a lui Adolf Hitler în 1933, Republica de la Weimar a încetat practic să existe, iar Auswärtige Amt a încăput pe mâna naziștilor. Ministru de externe din 1932, Konstantin von Neurath a supraviețuit acestei schimbări de regim, reușind să-și păstreze mandatul până în 1938, când a fost înlocuit de Joachim von Ribbentrop. La rândul său, Ribbentrop a deținut portofoliul pentru relativ mulți ani, în ciuda faptului că a căzut treptat în dizgrația lui Hitler, iar după sinuciderea acestuia a fost înlocuit de Arthur Seyss-Inquart. Ministru într-un guvern de douzeci de zile, adică până la capitularea Germaniei, Seyss-Inquart și-a sfârșit cariera prin arestarea de către forțele aliate, fiind ulterior judecat și executat pentru crime de război.
După război și în urma divizării Germaniei, un nou minister de externe a luat ființă la Berlin (1949) în noua Republică Democrată Germană. Anul 1990, al desființării acestei instituții odată cu reunificarea Germaniei, a cunoscut trei miniștri a căror carieră politică a continuat în alte direcții în cadrul noii Germanii: Oskar Fischer, alături de forțele comuniste reformate, Marcus Meckel (teolog ca pregătire și fost dizident anticomunist), ca membru al Bundestagului și activist în organizații care investighează abuzurile fostei dictaturi comuniste, Lothar de Maizière ca ministru federal cu atribuțiuni speciale pentru un scurt timp, până în 1991, când a fost nevoit să demisioneze în urma acuzației de colaborare cu STASI.
În Germania de Vest activitatea diplomatică a fost dirijată de forțele aliate până în 1951, când s-a reînființat Biroul Afacerilor Externe, ulterior cu sediul la Bonn. Majoritatea conducătorilor acestui portofoliu a jucat un rol esențial în politica noii Europe și renașterea Germaniei, pregătind terenul pentru Uniunea Europeană și reunificarea Germaniei.
Primul dintre aceștia, poate și cel mai celebru, a fost Konrad Adenauer, care a cumulat funcțiile de ministru de externe cu cea de cancelar federal. În această dublă calitate, Adenauer a propulsat țara din punct de vedere economic și a întărit relațiile cu foștii inamici – Franța și Statele Unite ale Americii. Sub conducerea sa, Germania de Vest a devenit membră a NATO; datorită acestui fapt, cât și a promovării democrației și a aitudinii sale anticomuniste, a fost criticat de blocul comunist ca fiind un promotor al războiului rece.
Politica de întărire a relațiilor cu Statele Unite ale Americii și a rolului în NATO a fost continuată de Gerhard Schröder (1951-1966);  conservator convins, care a reușit să obțină interzicerea Partidului Comunist German.
O altă figură marcantă a politicii externe duse de Germania de Vest între anii 1966 și 1969 a fost Willy Brandt. Datorită politicii sale de reconciliere cu Republica Democrată Germană și Uniunea Sovietică, continuată în perioada mandatului de cancelar federal, a fost al doilea ministru german care a primit Premiul Nobel pentru Pace. Acest succes a fost compromis de deconspirarea unuia dintre cei mai apropiați colaboratori ai săi și care a contribuit la politica de reconciliere ca fiind agent STASI, ceea ce l-a determinat pe Willy Brandt să demisioneze în 1971.
Hans-Dietrich Genscher a cumulat cea mai lungă carieră de ministru de externe al Germaniei (17 mai 1974-17 septembrie 1982 și 1 octombrie 1982-17 mai 1992). Deși în 1972 a înregistrat ca ministru de interne un eșec în criza teroristă din timpul Jocurilor Olimpice de la München și în pofida sprijinului acordat lui Willy Brandt în politica de reconciliere cu blocul comunist, prin acțiunile sale ulterioare (eforturile de aplanare a războiului rece, întâlnirea cu Lech Wałęsa în Polonia în 1988, acordul realizat în 1989 cu autoritățile cehoslovace pentru a permite ca miile de est-germani refugiați în ambasada Germaniei să poată pleca spre Republica Federală Germană), Genscher a devenit unul dintre cei mai populari miniștri de externe. A rămas în funcție până în 1992.
Din 17 decembrie 2013 ministru federal de externe a fost Frank-Walter Steinmeier (SPD), membru în al treilea cabinet Angela Merkel (CDU). Steinmeier a mai deținut această funcție între 2005-2009, în primul cabinet Merkel.

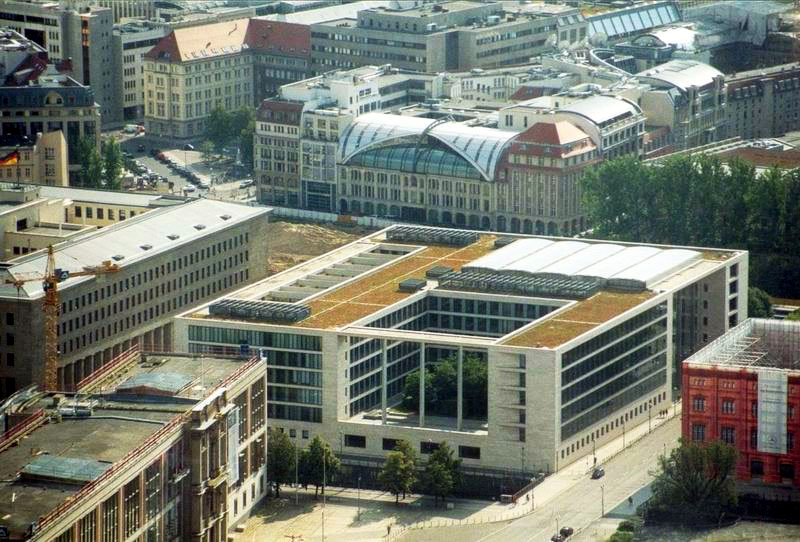
Clădirea sediului principal al Ministerului Afacerilor Externe, la Berlin. Corpul din stânga datează din anii 1930, cel din dreapta fiind adăugat după 1990.

## Reprezentarea diplomatică a Germaniei în străinătate[2]
În 1874 Germania avea patru ambasade (Marea Britanie, Franța, Rusia și Austria); reprezentarea diplomatică avea să fie completată treptat cu 14 misiuni diplomatice, 7 consulate generale cu statut diplomatic (între care unul la București) și 37 consulate și vice-consulate în alte țări.
Cel de-al Treilea Reich a dus la o restructurare masivă a diplomației germane din străinătate: mulți diplomați ai regimului precedent au fost retrași, iar reprezentanți ai NSDAP și SS au fost numiți ca atașați ai misiunilor diplomatice. Până în 1943, în ciuda închiderii multor misiuni din cauza celui de-al Doilea Război Mondial, personalul celor rămase a crescut la mai mult decât dublu față de începutul războiului.
Prima misiune diplomatică a Germaniei după încheierea războiului a fost redeschisă la Paris, urmată de 8 consulate generale în principalele capitale ale Europei Occidentale. Deoarece forțele aliate dirijau politica Germaniei postbelice, până în 1851 aceste consulate au avut în principal atribuții comerciale.
În prezent, Germania joacă un rol important în diplomația mondială, sprijinind chiar reprezentarea diplomatică a altor state în conjuncturi politice deosebite; activitatea diplomatică este susținută astfel de 226 misiuni diplomatice și 354 consuli onorifici.

## Lista miniștrilor de externe ai Germaniei

### Miniștrii secretari de stat pentru afaceri externe (1871-1919)
- Hermann von Thile (21 martie 1871-30 septembrie 1872)
- Hermann Ludwig von Balan (13 octombrie-9 octombrie 1873)
- Bernhard Ernst von Bülow (9 octombrie 1873-20 octombrie 1879)
- Josef Maria von Radowitz (6 noiembrie 1879-17 aprilie 1880)
- Chlodwig Fürst zu Hohenlohe-Schillingsfürst (20 aprilie 1880-1 septembrie 1880)
- Friedrich Graf zu Limburg Stirum (1 septembrie 1880-25 iunie 1881)
- Clemens Busch (25 iunie 1881-16 iulie 1881)
- Paul Graf von Hatzfeld zu Trachenberg (16 iulie 1881-24 octombrie 1885)
- Herbert Fürst von Bismarck (24 octombrie 1885-26 martie 1890)
- Adolf Freiherr Marschall von Bieberstein (31 martie 1890-19 octombrie 1897)
- Bernhard Graf von Bülow (20 octombrie 1897-23 octombrie 1900)
- Oswald Freiherr von Richthofen (23 octombrie 1900-17 ianuarie 1906)
- Heinrich Leonhard von Tschirschky und Bögendorff (24 ianuarie 1906-25 octombrie 1907)
- Wilhelm Freiherr von Schoen (26 octombrie 1907-27 iunie 1910)
- Alfred von Kiderlen-Wächter (27 iunie 1910-30 decembrie 1912)
- Gottlieb von Jagow (11 ianuarie 1913-22 noiembrie 1916)
- Arthur Zimmermann (22 noiembrie 1916-6 august 1917)
- Richard von Kühlmann (6 august 1917-9 iulie 1918)
- Paul von Hintze (9 iulie 1918-3 octombrie 1918)
- Wilhelm Solf (3 octombrie 1918-13 decembrie 1918)
- Ulrich Graf von Brockdorff-Rantzau (13 decembrie 1918-13 februarie 1919)

### Miniștrii afacerilor externe în perioada 1919-1945
- Ulrich von Brockdorff-Rantzau  (13 februarie 1919-20 iunie 1919)
- Hermann Müller (21 iunie 1919-26 martie 1920)
- Adolf Köster (10 aprilie 1920-8 iunie 1920)
- Walter Simons (25 iunie 1920-4 mai 1921)
- Friedrich Rosen (10 mai 1921-22 octombrie 1921)
- Joseph Wirth (26 octombrie 1921-31 ianuarie 1922)
- Walther Rathenau (1 februarie 1922-21 iunie 1922)
- Joseph Wirth (21 iunie 1922-14 noiembrie 1922)
- Friedrich von Rosenberg (22 noiembrie 1922-11 august 1923)
- Gustav Stresemann (13 august 1923-3 octombrie 1929)
- Julius Curtius (4 octombrie 1929-9 octombrie 1931)
- Heinrich Brüning (9 octombrie 1931-30 mai 1932)
- Konstantin Freiherr von Neurath (1 iunie 1932-4 februarie 1938)
- Joachim von Ribbentrop (4 februarie 1938-30 aprilie 1945)
- Arthur Seyss-Inquart (30 aprilie 1945-2 mai 1945)
- Johann Ludwig Graf Schwerin von Krosigk (2 mai 1945-23 mai 1945)

### Miniștrii afacerilor externe ai Republicii Democrate Germane
- Georg Dertinger (12 octombrie 1949-15 ianuarie 1953)
- Anton Ackermann (15 ianuarie 1953-iulie 1953)
- Lothar Bolz (iulie 1953-24 iunie 1965)
- Otto Winzer (24 iunie 1965-20 ianuarie 1975)
- Oskar Fischer (3 martie 1975-12 aprilie 1990)
- Markus Meckel (12 aprilie 1990-20 august 1990)
- Lothar de Maizière (20 august 1990-2 octombrie 1990)

### Miniștrii afacerilor externe ai Republicii Federale Germane (din 1951)

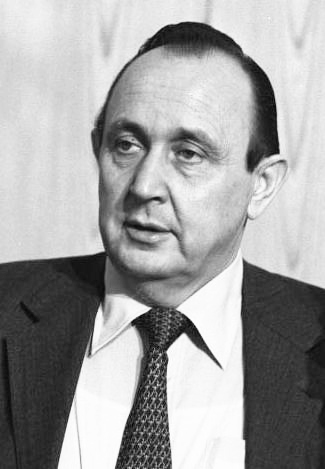
Hans-Dietrich Genscher a fost ministru de externe timp de 18 ani.

- Konrad Adenauer (CDU) (15 martie 1951-6 iunie 1955)
- Heinrich von Brentano (CDU) (6 iunie 1955-17 octombrie 1961)
- Gerhard Schröder (CDU) (14 noiembrie 1961-30 noiembrie 1966)
- Willy Brandt (SPD) (1 decembrie 1966-20 octombrie 1969)
- Walter Scheel (FDP) (21 octombrie 1969-15 mai 1974)
- Hans-Dietrich Genscher (FDP) (17 mai 1974-17 septembrie 1982)
- Helmut Schmidt (SPD) (17 septembrie 1982-1 octombrie 1982)
- Hans-Dietrich Genscher (FDP) (1 octombrie 1982-17 mai 1992)
- Klaus Kinkel (FDP) (18 mai 1992-26 octombrie 1998)
- Joschka Fischer (Grüne) (27 octombrie 1998-22 noiembrie 2005)
- Frank-Walter Steinmeier (SPD) (22 noiembrie 2005-27 octombrie 2009)
- Guido Westerwelle (FDP) (28 octombrie-16 decembrie 2013)
- Frank-Walter Steinmeier (SPD) (17 decembrie 2013-27 ianuarie 2017)
- Sigmar Gabriel (SPD) (27 ianuarie 2017-14 martie 2018)
- Heiko Maas (SPD) (14 martie 2018-8 decembrie 2021)
- Annalena Baerbock (Grüne) (8 decembrie 2021- )

## Legături externe
- de  en  fr  es  pt  Site oficial